# Nikon F5
Nikon F5 — пятое поколение профессиональных малоформатных однообъективных зеркальных фотоаппаратов Nikon с автофокусом, разработанное для замены предыдущих моделей F3 и F4. Впервые представлен журналистам 20 июня 1996 года под лозунгом «Новый стандарт в профессиональной фотографии». Выпускался до 2004 года, когда на замену выпущен Nikon F6. Дизайн корпуса новой модели, как и двух предыдущих, разработан в мастерской итальянского автомобильного дизайнера Джорджетто Джуджаро. Конструкция корпуса и устройство этой модели были взяты за основу при проектировании цифрового Nikon D1.

## Особенности конструкции
Камера Nikon F5 разрабатывалась как ответ на экспансию зеркальных фотоаппаратов серии Canon EOS с принципиально новым интерфейсом и автофокусом. По сравнению с предыдущей моделью управление кардинально переработано в соответствии с современными тенденциями. От поворотных барабанов со шкалами разработчики отказались в пользу управляющих колёс, джойстиков и жидкокристаллических дисплеев, отображающих текущие режимы. Более скоростной автофокус с пятью точками наводки был рассчитан на принципиально новую серию объективов AF-S со встроенными ультразвуковыми двигателями, аналогичными моторам объективов Canon EF. Также поддерживается новейшая серия G без кольца диафрагмы. При этом сохранена преемственность байонета F, поддерживающего работу автофокусной оптики предыдущих выпусков с «отвёрточным» приводом. Кроме того возможна работа со всей оптикой Nikkor, выпущенной начиная с 1959 года.
Одной из ключевых особенностей камеры стал усовершенствованный режим матричного замера экспозиции, получивший торговое название 3D Color Matrix Metering. Количество зон измерения было увеличено до 1005, а измерение ведётся трёхцветным сенсором с учётом цвета объектов съёмки и дистанции фокусировки объектива. Такая «система распознавания сцены», основанная на усовершенствованном алгоритме вычисления корректной экспозиции, позволила свести к минимуму ошибки в автоматических режимах. В дальнейшем все профессиональные «Никоны», в том числе цифровые, стали оснащаться этой системой.
Другим новшеством стал самодиагностирующийся ламельный затвор, оснащённый датчиками, компенсирующими износ деталей для повышения точности отработки выдержек. Встроенный моторный привод на момент выхода F5 был самым скоростным для камер с подвижным зеркалом, обеспечивая частоту съёмки до 8 кадров в секунду. От модульного принципа со сменными держателями батарей, использованного в F4, в новой модели отказались, сделав корпус неразъёмным с батарейной рукояткой.
Питание всех систем фотоаппарата осуществляется от 8 батарей типа АА или специального Ni-MH аккумулятора MN-30. По традиции пентапризма выполнена съёмной, а вместо неё могут быть установлены шахта, вертикальная лупа или «спортивный» видоискатель (англ. Action Finder) с очень большим выносом выходного зрачка за окуляр, позволяющим видеть полный кадр в подводной маске, защитных очках и при съёмке в движении.

## Видоискатели
На F5, как и во всех предыдущих профессиональных камерах Nikon, была сохранена возможность применения сменных видоискателей. Доступны следующие модели:
- DP-30 — штатный, с корпусом из титана, ручной диоптрической коррекцией (от −3 до +1) и откидной лепестковой шторкой, закрывающей окуляр.
- DA-30 — спортивный видоискатель, точка фокуса вынесена на 80 мм.
- DW-31 — видоискатель с шестикратным увеличением и ручной диоптрической коррекцией (от −5 до +3).
- DW-30 — шахтный видоискатель с откидной 5-кратной лупой.

## Задние крышки
Помимо стандартной задней крышки, Nikon предлагала следующие задники:
- MF-27 — (датирующий) позволял вбивать дату и время или в поле кадра, или в межкадровый интервал. Имел три кнопки для установки даты, времени и параметров. Имел маленький жк дисплей, на котором выводилась дата и время.
- MF-28 (управляющий) позволяет расширить возможности камеры:

Функция впечатывания информации (позволяет впечатывать информацию в кадр, в межкадровое пространство или в два места сразу),
Информация, которая может быть впечатана в кадр (в углу кадра):
- год/месяц/день
- месяц/день/год
- день/месяц/год
- день/час/минута
- час/минута/секунда
- счёт кадров
- последовательный номер
- какой-либо конкретный номер

Информация, которая может быть впечатана в межкадровое пространство:
- год/месяц/день/час/минута/секунда
- год/месяц/день/час + до восьми символов
- месяц/день/час/минута + до восьми символов
- день/час/минута/секунда + до восьми символов
- надпись до 22 символов
- счётчик кадров
- выдержка/диафрагма
- степень компенсации в авто брекетинге
- около 18 символов около кадра

В отличие от предыдущих моделей, задника для работы с плёнкой на 250 кадров выпущено не было.
NPC Photo pty Ltd изготавливала для F5 крышку, NPC ProBack II позволяющую делать мгновенные снимки на кассеты Polaroid.

## Цифровые гибриды на основе Nikon F5

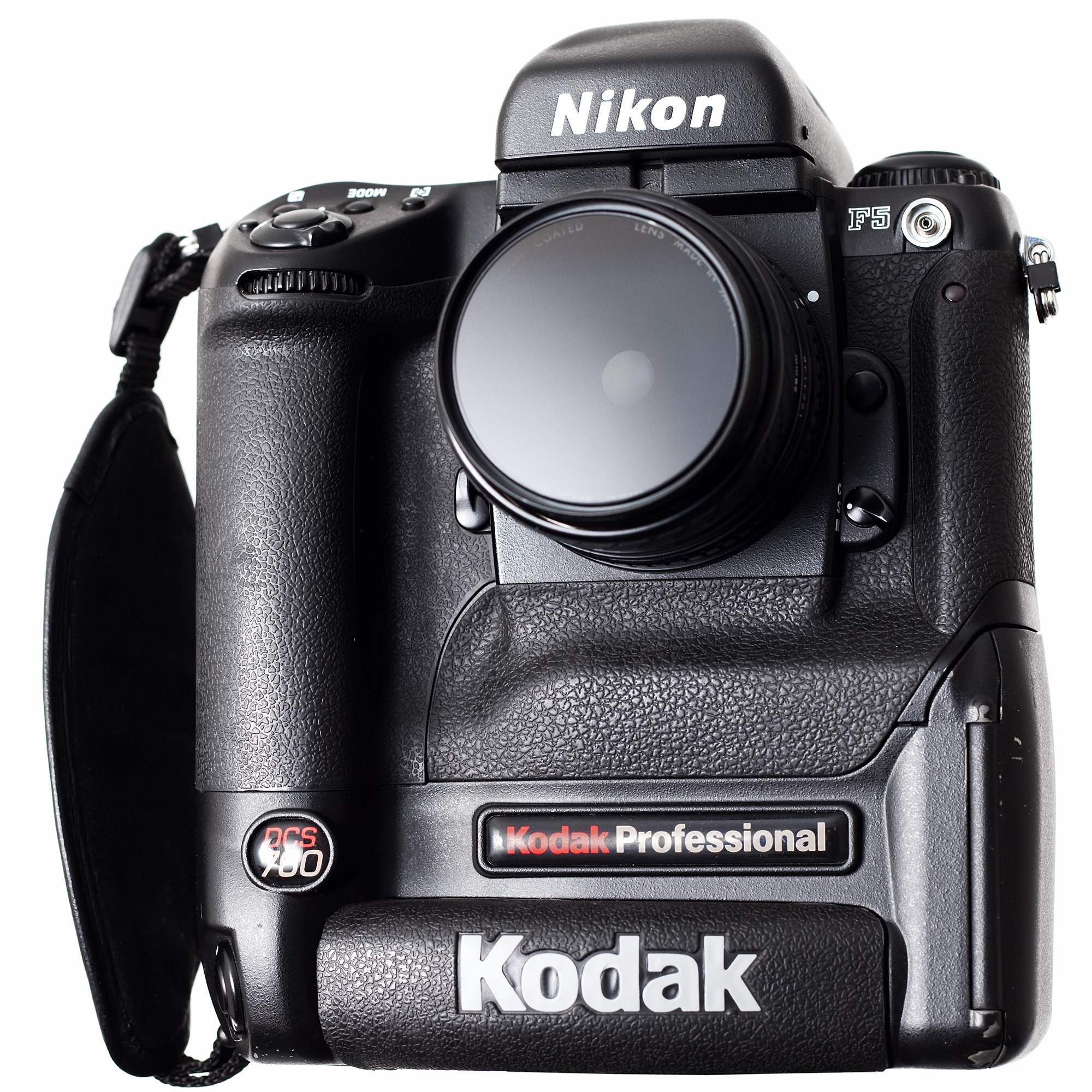
Цифровой фотоаппарат Kodak DCS 760 на основе Nikon F5

В результате сотрудничества корпорации Nikon и компании Kodak в 1994 году была создана серия цифровых гибридов Kodak DCS 4XX на основе плёночного фотоаппарата Nikon F90. Позднее на смену ему пришли цифровые зеркальные фотоаппараты серий Kodak DCS 600 и DCS 700, основанные на Nikon F5. Гибриды состояли из корпуса F5, в котором механизм транспортировки плёнки был заменён специальным цифровым задником Kodak. Габариты такой комбинации были больше, чем у плёночного прототипа за счёт батарей и двух слотов PCMCIA снизу корпуса.
Серия Kodak DCS 600 запущена в производство в 1999 году и состояла из двухмегапиксельного DCS 620 и шестимегапиксельного DCS 660, стоимостью 29 995 долларов США. В 2001 году шестисотая серия была заменена семисотой, состоящей из высокочувствительной модели DCS 720x и шестимегапиксельной DCS 760. В этом же году у камер Kodak DCS появились более компактные и дешёвые конкуренты Nikon D1 и Nikon D1x, конструкция которых также основана на Nikon F5.

## Nikon F5 50th Anniversary Edition
В апреле 1998 года компания Nikon выпустила специальную модель Nikon F5 50th Anniversary Edition. Выпуск был приурочен к пятидесятилетию выпуска первый камеры Nikon. За начало отсчёта был взят 1948 год, в котором фирма начала производить дальномерный Nikon I. Отличия от стандартной камеры были только косметические:
- Верхняя крышка серого цвета.
- Красный пластик с правой передней стороны заменили на серый.
- Логотип Nikon на видоискателе написан точно таким же шрифтом, как и на Nikon I
- На задней части нанесен предыдущий логотип фирмы — Nippon Kogaku Tokyo и под ним число 50.
- Крышка байонета серого цвета.
- Более широкий ремень, на котором помимо надписи Nikon F5 стояло Nikon Cameras 50th Anniversaty 1948—1998
- На ряде камер в сером цвете были выполнены и нижние резинки.

Было выпущено 2000 экземпляров, но потом, по многочисленным просьбам поклонников фирмы, выпустили ещё 1000..

## Nikon F5 в кинематографе
Фотоаппарат используется фотографом Бобом Грином (Алек Болдуин) в приключенческом художественном фильме «На грани» 1997 года.
В фильме «Парк юрского периода: Затерянный мир» 27 мин 04сек
В фильме «Невероятная жизнь Уолтера Митти», Шон О'Коннелл (Шон Пэнн) делает запись на обёртке лимонного пирога с надписью F5 Nikon 85 1.4
В фильме «Вертикальный предел» Питер Гарретт (Крис О'Доннелл) фотографирует снежных барсов на Nikon F5. 7 мин 00 сек￼